# 大阪レイニーブルース
『大阪レイニーブルース』（おおさかレイニーブルース）は、関ジャニ∞の楽曲。2005年3月2日にテイチクレコードから2枚目のシングルとして発売された。

## 概要
- 前作『浪花いろは節』から約6か月振りのリリース。
- CDは、通常盤の1形態のみで発売。
- 表題曲「大阪レイニーブルース」は、「帰られへん」「せやけど…」など大阪弁も盛り込み、失恋の切なさをもの悲しく歌い上げるブルースとなっている[6]。
  - 同曲のミュージック・ビデオは、お蔵入りとなった映像が存在し、同映像は、横山・丸山・安田・大倉の4人以外のメンバーが忙しいという理由で「空いている4人で集まってくれ」と言われ、大阪の道頓堀を歩いたり、たこ焼きを片手に同曲を口ずさんだりする映像となっていた[7]。
  - 内博貴脱退後の発売であった1stアルバム『KJ1 F・T・O』には、同曲の「ver.KJ1」と題した、7人で再録したアレンジバージョンが収録された。本作収録バージョンとの相違点は、イントロの前に渋谷のソロで始まり、Bメロの内のソロパートは錦戸が歌唱している。その為、本作に収録されている8人のバージョンは、自身の1stベストアルバム『8EST』にて初収録となった。
- カップリングの「Heavenly Psycho」は、10周年記念イベント『十祭』にて、「ハチフェス」と題した、ファンによる楽曲投票のカップリング部門にて同曲が1位となった[8]。
  - 後に、34thシングル『侍唄 (さむらいソング)』にて、錦戸亮と大西省吾が新たにリアレンジし、メンバーが演奏した再録バージョンが収録された[9]。
- 2004年10月21日、同年11月27日に東京・東京国際フォーラムで開催された、デビュー後初のライブであり、自身初の東京での単独ライブである『感謝 ni ∞ in東京』の開催発表と同時に本作の発売が発表された[10]。
- 内博貴が関ジャニ∞としてCDをリリースしたのは本作で最後となった。
- 2024年1月1日、デビュー20周年を記念し、過去にリリースされた全楽曲が各種音楽ダウンロードサービス、サブスクリプションサービスで配信されることに伴い、表題曲「大阪レイニーブルース」がベストアルバム『8EST』の収録曲、同年1月24日には同曲がアルバム『KJ1 F・T・O』の収録曲[注 1]として配信開始され、同年1月31日には本作の全収録曲の配信も開始された[11][12][13]。

## 販売形態
- 発売日：2005年3月2日
  - 通常盤（TECH-18：CD）
- 発売日：2015年7月1日
  - 通常盤：再発売（JACA-5521：CD）
    - 自身の所属レコード会社を『テイチクエンタテインメント』から『INFINITY RECORDS』へ移籍したため、INFINITY RECORDSより再発売。
- 発売日：2019年7月12日
  - 通常盤：十五催ハッピープライス盤（JSNC-1502：CD）
    - 自身の配信アプリ『関ジャニ∞アプリ』対応のため、15%オフでの再発売。
- 発売日：2024年1月31日
  - 配信作品
    - デビュー20周年を記念した音楽ダウンロードサービスおよびサブスクリプションサービスでの配信[11][12][13]。

## チャート成績
- オリコンチャート
  - 初週62,010枚を売り上げ、2005年3月14日付の「オリコン週間 CDシングルランキング」で週間4位を獲得した[2][3]。
  - 2005年3月度「オリコン月間 CDシングルランキング」で月間9位を獲得した[4]。
  - 2005年度「オリコン年間 CDシングルランキング」で年間93位を獲得した[5]。

## 収録曲
1. 大阪レイニーブルース - [4:15]
作詞：MASA
作曲・編曲：馬飼野康二
2. Heavenly Psycho - [3:33]
作詞：TAKESHI
作曲：Julius Lars Bengtsson, Henric Per Hugo Uhrbom
編曲：吉岡たく
  - 22ndシングル『あおっぱな』通常盤カップリング「おんぼろStory」は、本曲のアンサーソングである。
  - 34thシングル『侍唄 (さむらいソング)』にて、同曲を錦戸がリアレンジした7人での再録バージョンを収録[9]。
3. 大阪レイニーブルース (オリジナル・カラオケ)
  - 通常盤のみ収録。

## 収録作品

### アルバム
大阪レイニーブルース
- 1stアルバム『KJ1 F・T・O』

※アルバムバージョンを収録。
- 1stベストアルバム『8EST』

Heavenly Psycho
- 2ndベストアルバム『GR8EST』（201∞限定盤 特典CD）

※メドレーの1曲として、34thシングル通常盤収録バージョンを収録。

### シングル
Heavenly Psycho
- 34thシングル『侍唄』（通常盤）

※7人の再録バージョンを収録。

### 映像作品

#### ライブ映像
大阪レイニーブルース
- 2ndライブDVD『Spirits!!』
- 舞台DVD『DREAM BOYS』
- 3rdライブDVD『Heat up!』
- 4thライブDVD『47』
- 5thライブDVD『TOUR 2∞9 PUZZLE』
- 9thライブDVD/Blu-ray『KANJANI∞ LIVE TOUR!! 8EST 〜みんなの想いはどうなんだい?僕らの想いは無限大!!〜』
- 渋谷ソロ1stライブDVD/Blu-ray『記憶 〜渋谷すばる/1562』『記憶 〜渋谷すばる/LIVE TOUR 2015』

※渋谷がソロで披露。通常盤・Blu-ray盤の特典CDにはライブ音源を収録。
- 24thライブBlu-ray/DVD『超DOME TOUR 二十祭』

Heavenly Psycho
- 1stライブDVD『Excite!!』
- 2ndライブDVD『Spirits!!』
- 4thライブDVD『47』

※錦戸が弾き語りを披露。
- 5thライブDVD『TOUR 2∞9 PUZZLE』
- 9thライブDVD/Blu-ray『KANJANI∞ LIVE TOUR!! 8EST 〜みんなの想いはどうなんだい?僕らの想いは無限大!!〜』
- 11thライブDVD/Blu-ray『十祭』
- 14thライブDVD/Blu-ray『関ジャニ∞の元気が出るLIVE!!』
- 19thライブDVD/Blu-ray『十五祭』（Blu-ray盤 特典Blu-ray）
- 24thライブBlu-ray/DVD『超DOME TOUR 二十祭』